# Molly Hatchet (album)
Molly Hatchet je debutové eponymní studiové album americké southernrockové skupiny Molly Hatchet, vydané v roce 1978.

## Seznam skladeb
| Molly Hatchet | Molly Hatchet         | Molly Hatchet                                       | Molly Hatchet |
| Pořadí        | Název                 | Autor                                               | Délka         |
| ------------- | --------------------- | --------------------------------------------------- | ------------- |
| 1.            | Bounty Hunter         | Danny Joe Brown, Dave Hlubek, Steve Holland         | 2:58          |
| 2.            | Gator Country         | D. Hlubek, S. Holland, Banner Thomas                | 6:17          |
| 3.            | Big Apple             | D. J. Brown, D. Hlubek                              | 3:01          |
| 4.            | The Creeper           | D. J. Brown, Bruce Crump, S. Holland                | 3:18          |
| 5.            | The Price You Pay     | Cecil Berrier, D. J. Brown, S. Holland, Bob Huckaba | 3:04          |
| 6.            | Dreams I’ll Never See | Gregg Allman                                        | 7:06          |
| 7.            | I’ll Be Running       | D. J. Brown, D. Hlubek, B. Thomas                   | 3:00          |
| 8.            | Cheatin’ Woman        | S. Holland                                          | 4:36          |
| 9.            | Trust Your Old Friend | B. Crump, Duane Roland                              | 3:55          |

## Sestava
- Danny Joe Brown – zpěv
- Dave Hlubek – kytara
- Steve Holland – kytara
- Duane Roland – kytara
- Banner Thomas – baskytara
- Bruce Crump – bicí

### Hosté
- Thomas Powell – baskytara
- Tom Werman – perkuse
- Jai Winding – klávesy